# Panesthia necrophoroides
Panesthia necrophoroides es una especie de cucaracha del género Panesthia, familia Blaberidae.

## Distribución
Esta especie se encuentra en India y Birmania.